# Ghöch
Das Ghöch ist ein Pass im Schweizer Kanton Zürich.
Die Passverbindung führt auf einer Nebenstrasse im Zürcher Oberland von Bäretswil (702 m) über Vorder- und Hinter-Bettswil (805 m) und Matt (802 m) nach einigen Kehren auf das Ghöch (962 m). Es gehört mit Ferenwaltsberg und Chli Bäretswil zur Sektion "Berg" der Gemeinde Bäretswil. Die Strasse steigt dann noch leicht bis Ferenwaltsberg (976 m), wo sie schliesslich über Chli Bäretswil (902 m), vorbei am Seelisberg (848 m) und am Gubel (816 m) bis nach Gibswil (757 m) abfällt und in die Hauptstrasse Winterthur-Tösstal-Turbenthal-Bauma-Wald ZH-Rüti ZH mündet. Die Route führt zwischen der Waltsberghöchi (1033,4 m) und dem Baschlisgipfel (1064 m) dem nördlichen Ende von Allmen und Bachtel entlang und ist ein Verkehrsweg des historischen Inventars.
Auf dem Ghöch gibt es einen Skilift, ein Bergrestaurant und ein Naturfreundehaus (Waldeggli).

## Sehenswürdigkeiten
• Ghöchbach-Gübel mit Ghöchbach-Giessen; Nagelfluhfelsen mit Wasserfällen, 15 m und 18 m, Koord. 711294/243174 und 711334/243099
• Sädelbach-Gubel mit Sädelbach-Giessen, 18 m, Koord. 711334/243099
• Baschlisgipfel ob. Cholerbach-Giessen, 25 m, Koord. 710801/244614
• Unt. Cholerbach-Giessen 7 m, Koord. 710800/244684